# Russ Tice

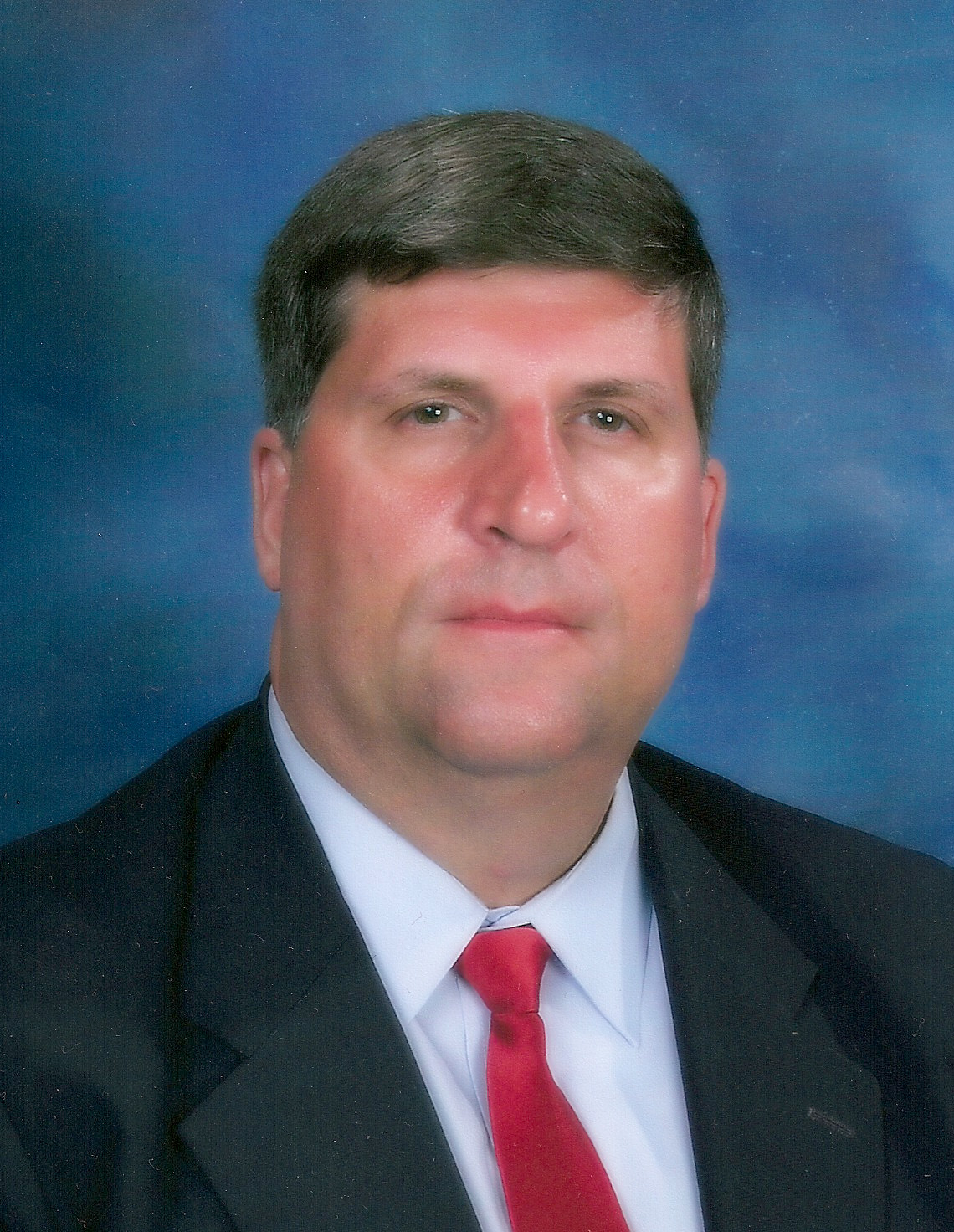
Russ Tice (2009)

Russell David Tice (* 27. August 1961 in Maryland) ist ein US-amerikanischer ehemaliger Nachrichtendienstmitarbeiter.
Er arbeitete in diversen Nachrichtendiensten der USA, zuletzt für die NSA. In den Jahren 2005/2006 berichtete er dem US-Kongress als Whistleblower über unautorisierte Fernmeldeüberwachung durch diese Behörden.